# Сантрапинських Євген Костянтинович
Євген Костянтинович Сантрапинських (нар. 21 жовтня 1987, Іллічівськ, Одеська область) — український футболіст, півзахисник.

## Життєпис
У ДЮФЛУ виступав за «Іллічівець» (Чорноморськ) і «Локомотив» (Харків). Влітку 2005 року перейшов в запорізький «Металург». У Вищій лізі дебютував 10 червня 2007 року в матчі проти ФК «Харків» (3: 1). У цьому матчі він на 43 хвилині забив гол Рустаму Худжамову. Всього за «Металург» провів 7 матчів і забив 1 гол, також провів 79 матчів, забив 16 м'ячів за дубль і ще 15 матчів зіграв за другу команду «запорожців» у другій лізі. Влітку 2009 року перейшов в «Бастіон».
Влітку 2010 року перейшов в чернівецьку «Буковину». Взимку 2011 Сантрапинських побував на перегляді в ужгородській «Говерла», але незабаром повернувся до «Буковини» так як клуб зміг знайти фінансування. Виступав за чернівецький клуб до 2013 року і провів за цей час 93 офіційних матчі у всіх турнірах. Другу половину сезону 2013/14 провів у «Таврії». Після анексії Криму Російською Федерацією команда була розформована а Сантрапинських перейшов в білоруський «Нафтан».
У березні 2015 року підписав контракт з дніпродзержинською «Сталлю», якій допоміг вперше в історії вийти до Прем'єр-ліги, після чого покинув клуб. Улітку 2015 року став гравцем першолігового криворізького «Гірника». 23 червня 2016 року отримав статус вільного агента через зняття команди з турніру.
27 липня 2016 року підписав контракт із МФК «Миколаїв», проте в березні 2017 року за обопільною згодою сторін розірвав контракт з клубом. 31 березня того ж року підписав контракт з футбольним клубом «Суми». З сезону 2018/19 знову виступав за криворізький «Гірник», але правда це вже була друголігова першість. Перед початком нового сезону вдруге у своїй кар'єрі підписав контракт із чернівецькою «Буковиною».

## Досягнення
- Срібний призер Першої ліги України (1): 2014/15
- Бронзовий призер Другої ліги України (1): 2009/10